# Самнанг Прак
Самнанг Прак (англ. Samnang Prak, 1 января 1949) — камбоджийский пловец. Бронзовый призёр летних Азиатских игр 1970 года. Участвовал в летних Олимпийских играх 1972 года.

## Биография
Самнанг Прак родился 1 января 1949 года.
В 1970 году завоевал бронзовую медаль на летних Азиатских играх в Бангкоке. Сборная Кхмерской Республики, за которую также выступали Еат Ким Хэн, Тен Сок и Тан Бунтхай, заняла 3-е место в эстафете 4х100 метров вольным стилем, показав результат 3 минуты 52,1 секунды. Камбоджийцы уступили всего одну десятую квартету из Филиппин, выигравшему серебро.
В 1972 году вошёл в состав сборной Кхмерской Республики на летних Олимпийских играх в Мюнхене. Выступал в трёх дисциплинах плавания.
На дистанции 100 метров вольным стилем занял 6-е место среди семи участников предварительного заплыва, показав результат 59,18 секунды, и не попал в число 16 пловцов с лучшим временем, которые продолжили борьбу в полуфинале. Самнанг уступил худшему среди квалифицировавшихся в следующую стадию Петеру Бруху из ГДР 4,93 секунды.
На дистанции 200 метров вольным стилем занял 6-е место среди восьми участников предварительного заплыва (2.13,34) и не попал в число восьми пловцов с лучшим временем, вышедших в финал. Самнанг проиграл худшему среди пробившихся в решающий заплыв Ральфу Хаттону из Канады 16,5 секунды.
В эстафете 4х100 метров комплексным плаванием сборная Кхмерской Республики, за которую также выступали Сарун Ван, Сокхон И и Чхай-Кхенг Нхем, заняла последнее, 6-е место в полуфинальном заплыве (4.20,71), значительно уступив даже квартету из Польши, финишировавшему пятым (4.07,87).